# Miconia clypeata
Miconia clypeata är en tvåhjärtbladig växtart som beskrevs av John Julius Wurdack. Miconia clypeata ingår i släktet Miconia och familjen Melastomataceae. Inga underarter finns listade i Catalogue of Life.